# Sarlós pacsirta

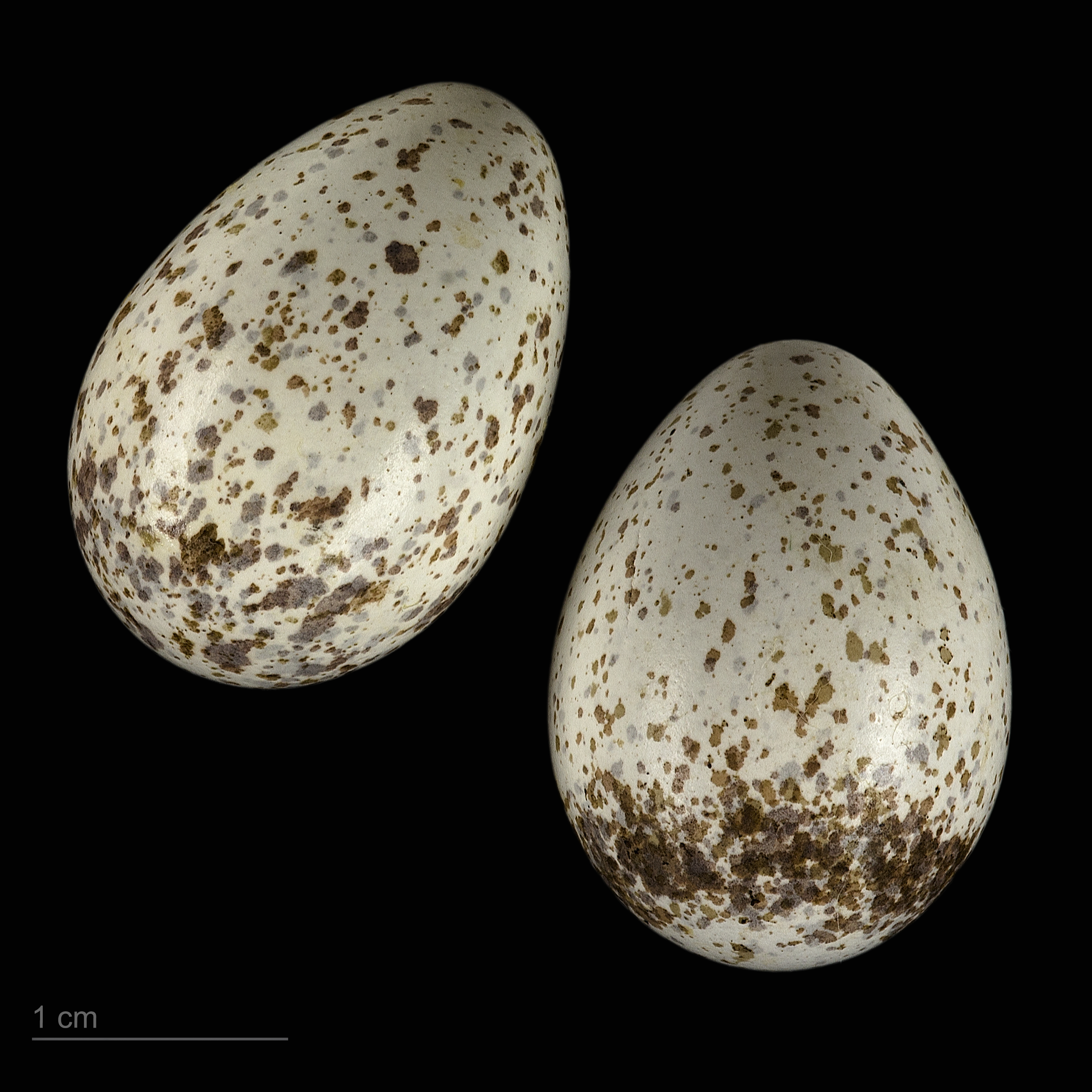
Alaemon alaudipes alaudipes

A sarlós pacsirta vagy bankapacsirta (Alaemon alaudipes) a madarak osztályának verébalakúak (Passeriformes) rendjébe és a pacsirtafélék (Alaudidae) családjába tartozó faj.

## Rendszerezése
A fajt René Louiche Desfontaines amerikai ornitológus írta le 1789-ben, az Upupa nembe Upupa alaudipes néven.

## Alfajai
- Alaemon alaudipes boavistae (Hartert, 1917 – Zöld-foki Köztársaság (Boa Vista, Maio);
- Alaemon alaudipes alaudipes (Desfontaines, 1789) – Nyugat-Szaharától észak-Szudánon és Szírián keresztül észak-Szaúd-Arábiáig;
- Alaemon alaudipes desertorum (Stanley, 1814) – dél-Szudántól északnyugat-Szomálián keresztül közép-Szaúd-Arábiáig és dél-Jemenig;
- Alaemon alaudipes doriae (Salvadori, 1868) – Iraktól kelet-Szaúd-Arábián keresztül Pakisztánig és India északnyugati részéig.

## Elterjedése
A Dél-Európában is több ízben kézre került sarlóscsőrű pacsirta, hazája egész Észak-Afrika és Nyugat-Ázsia déli fele; a Zöld-foki Köztársaságtól Afrika egész északi felén át előfordul, továbbá az Arab-félsziget országaiban és Szíria, Irak, Irán, Afganisztán, Pakisztán területén és India északnyugati felében is honos. Az észak-afrikai sivatagokban sehol sem ritka.Természetes élőhelyei a szubtrópusi és trópusi sivatagok, gyepek és cserjések. Állandó, nem vonuló faj.

## Megjelenése
Testhossza 23 centiméter, testtömege 30-47 gramm. Szárnyfesztávolsága 12–14 centiméter, farka 9 centiméter, csőre 2,5 centiméter. Törzse általában karcsúbb, mint a Magyarországon ismertebb pacsirtáké, csőre vékony és hosszú, többé-kevésbé hajlott. Hosszú csüdjén az ujjak közepesen hosszúak; a hátsó ujj karma rövid, alig hajlott. Szárnya igen hosszú és széles; első karevezője jóval hosszabb, mint a szárnyfedők, legalább 2,5 cm, míg a szárny hegyét a 3–5 evező alkotja. A legbelső evezőtollak szintén hosszabbak, de azért mégis jóval rövidebbek az első rendűeknél. Farka meglehetősen hosszú; tollazata dús és testhez álló. Felül halvány vörhenyes- vagy sárgás fakóbarna, míg feje és nyaka inkább szürkébe hajlik; a háta alja és a legbelső evezők fehéres vörhenyesek. Kantárja, szemsávja, feje oldala és hasi oldala fehér, a begye táján gyenge sárgás fakóbarna lehelettel és apró sötét foltokkal. Az elsőrendű evezőtollak sötétbarnák, a hátsóknak a vége, a többinek (az első három kivételével) pedig a töve fehér. A másodrendű evezők, valamint ezek fedőinek vége szintén fehér, előbbieken széles fekete keresztsávval. Farktollai barnásfeketék; külső zászlajuk és a hegyük vörhenyes sárgásbarnán szegett; farktollak külső zászlója tiszta fehér, a két középső fehérvörhenyes, a szár mentén barna.

## Életmódja
Neki-neki iramodó mozgása, inkább partfutókhoz hasonlít, majdnem úgy mozog, mint a futómadarak. Röpte könnyed, sokszor lebegő és akárhányszor hirtelenül és merőlegesen felfelé irányuló, nem úgy mint egyéb pacsirtáknál, amelyek lassanként s ferde irányban szoktak emelkedni. Hirtelen és függőlegesen történt felemelkedése után néhány pillanatig egy helyben lebeg, majd ugyanilyen hirtelenül zuhan alá összecsukott szárnyakkal vagy a földre, vagy valami bokorra, amelyről aztán újra a földre ugrik. Hangja mélabús, panaszkodó fütyülés, éneke se más, mint hívogatójának ismétlése, mely trillában végződik.

## Természetvédelmi helyzete
Az elterjedési területe rendkívül nagy, egyedszáma ugyan csökken, de még nem éri el a kritikus szintet. A Természetvédelmi Világszövetség Vörös listáján nem fenyegetett fajként szerepel.